# 一の坊
株式会社一の坊（いちのぼう）は、仙台市青葉区に本社を置き、温泉リゾート経営・観光開発などを行っている企業である。

## 概要
日本三景・松島、作並温泉、遠刈田温泉でリゾートホテル・温泉旅館を運営し、仙台駅前と利府町に飲食店を、松島にガラス美術館を経営している。2000年からポイント付与型の会員制度、2012年から東北初オールインクルーシブスタイルの導入など先鋭的な手法を取り入れている。2023年には最上階で里山の絶景を眺めながら”ととのう”プライベートロウリュサウナ付きスイート3室をオープンした（ゆづくしSalon一坊）。

## 沿革
作並温泉の旧日本軍保養所（現・作並温泉 ゆづくしSalon一の坊）、および、松島パークホテル（1969年焼失）が、戦後占領期の終焉に伴って進駐軍の接収が解除され、それらの運営を引き継いだ企業を源流とする。かつては仙台市内で映画館も営業していた。

### 年表
- 1950年（昭和25年） - 『仙都国際観光株式会社』として仙台市に創業
- 1951年（昭和26年） - 「作並温泉観光ホテル」を開設（宮城県宮城郡広瀬村。宮城町時代を経て現在は仙台市青葉区）
- 1955年（昭和30年） - 「仙台名画座」開設
- 1957年（昭和32年） - 「仙台青葉劇場」開設
- 1964年（昭和39年） - 「作並温泉観光ホテル」増築
- 1973年（昭和48年） - 「焼肉の うしわか」開設
- 1974年（昭和49年） - 「あみ焼屋 寿限無」開設
- 1978年（昭和53年） - 「珈琲院 詩仙・詩季」開設
- 1980年（昭和55年）
  - 「作並温泉観光ホテル」を増築（客室93室・収容507名）すると共に「作並温泉ホテル 一の坊」に改称。
  - ホテル・飲食部門を『（株）一の坊』、映画・喫茶部門を『仙都国際観光（株）』に改組。
- 1985年（昭和60年）
  - 「松島ホテル 一の坊」（客室111室・収容600名）を開設（宮城県宮城郡松島町）
  - 『株式会社 北山物産』設立
- 1989年（平成元年）
  - 「作並温泉ホテル 一の坊」に「ゆづくしの宿」（客室143室・収容600名）を開設
  - 『（株）一の坊』と『仙都国際観光（株）』を合併し、『株式会社 一の坊』に商号変更。
- 1991年（平成3年）
  - 「仙台名画座」閉館（3月3日）
  - 仙台国際センター新設に際し、同センター内に「レストラン ラ・フォーレ」を開設。
  - 『（株）北山物産』を『（株）一の坊物産』に商号変更
- 1992年（平成4年） - 「旬魚 きときと」開設
- 1996年（平成8年） - 「松島ホテル 一の坊」に「洗心」および「藤田喬平ガラス美術館」を開設。
- 1999年（平成11年） - 「作並温泉ホテル 一の坊」を増改築し、「温泉倶楽部」「広瀬川源流露天風呂」新館を開設。
- 2000年（平成12年） - 地中海のかがやき「石の花」開設
- 2001年（平成13年）
  - 松島を食す「田里津庵」営業開始
  - 松竹に譲渡された「仙台青葉劇場」閉館（8月31日）
- 2002年（平成14年） - 「焼き肉の うしわか」をリニューアルして、日本初の全室個室焼肉「炭焼和牛 和火一」開設
- 2003年（平成15年） - 「温泉山荘 だいこんの花」開設（宮城県刈田郡蔵王町遠刈田温泉）
- 2007年（平成19年） - 「蔵王ハイツ」を旧雇用促進事業団から譲渡され、「森の遊学 ゆと森倶楽部」として営業開始
- 2008年（平成20年） - 「松島一の坊」に松島温泉が開湯
- 2012年（平成24年）
  - 「作並温泉 ゆづくしの宿 一の坊」をリニューアル改装。「ゆづくしSalon 一の坊」に名称変更
  - 「ゆと森倶楽部」東北初オールインクルーシブのステイスタイルに一新
- 2018年（平成30年)  - 「ゆづくしSalon一の坊」、「松島一の坊」オールインクルーシブのステイスタイルに一新
- 2019年（平成31年)  - 「ゆと森倶楽部」をリニューアル改装。
- 2021年（令和3年）
  - 「ゆと森倶楽部」23,000 m2のNIWAをリニューアル
  - 「松島一の坊」にガーデンフロアフロアをオープン
- 2022年（令和4年） 
  - 宮城の宿泊業で初認定 子育てサポート企業として「くるみん」を取得
  - 宮城県内の宿泊業で唯一 省エネ取組の優良事業者「Sランク」に認定
- 2023年（令和5年） - 「ゆづくしSalon一の坊」里山Seyryu全27室グランドオープン

## 主な運営施設
| 地区       | 業種     | 店名                                            | 住所                                    |
| ---------- | -------- | ----------------------------------------------- | --------------------------------------- |
| 松島       | 温泉旅館 | 松島温泉 松島一の坊                             | 宮城県宮城郡松島町高城字浜1-4           |
| 松島       | 美術館   | 藤田喬平ガラス美術館                            | 宮城県宮城郡松島町高城字浜1-4           |
| 松島       | 飲食店   | かきとあなご 松島 田里津庵                      | 宮城県宮城郡利府町赤沼字井戸尻132-2     |
| 仙台駅前   | 飲食店   | 仙台牛 炭火焼肉 和火一                          | 宮城県仙台市青葉区花京院2丁目1-10       |
| 作並温泉   | 温泉旅館 | 作並温泉 ゆづくしSalon一の坊                    | 宮城県仙台市青葉区作並字長原3           |
| 遠刈田温泉 | 温泉旅館 | 温泉山荘だいこんの花                            | 宮城県刈田郡蔵王町遠刈田温泉北山21-7    |
| 遠刈田温泉 | 温泉旅館 | 蔵王の森がつくる、美と健康の温泉宿 ゆと森倶楽部 | 宮城県刈田郡蔵王町遠刈田温泉字上ノ原128 |